# ライラ (オアシスの曲)
「ライラ」（Lyla）は、イギリスのロックバンド・オアシスの楽曲。

## 解説
ソングバード以来、2年ぶりのシングル。ライブでは必ずといって良いほど演奏される。
日本のオリコン週間シングルチャートでは12位を記録し、ストップ・クライング・ユア・ハート・アウト以来のトップ20入りを果たした。日本で発売されたオアシスの全シングルとしては最高順位である(その前までは16位の「ヒンドゥ～」が最高位であった)。ビルボードチャートでは108位を記録。

## 他メディアでの使用例
2005年9月に上映されたシュガー&スパイス 風味絶佳の主題歌に起用。また、「シュガー&スパイス～風味絶佳～-JUKE BOX-」にもレット・ゼア・ビー・ラヴと共に収録。
2007年、ソニーウォークマンSシリーズ、NET JUKEに起用された。(ちなみにAシリーズはモーニング・グローリーが起用されている。)
2005年にエレクトロニック・アーツから発売された「FIFA 06」にも使われている。

## 収録曲
CD RKIDSCD 29
1. ライラ（Lyla）
2. アイボール・ティックラー　(Eyeball Tickler)
3. ウォウント・レット・ユー・ダウン （Won't Let You Down）

1曲目はノエル・ギャラガー、2曲目はゲム・アーチャー、3曲目はリアム・ギャラガーが作曲。
7" RKID 29
1. ライラ(Lyla)
2. アイボール・ティックラー (Eyeball Tickler)

DVD RKIDSDVD 29
1. ライラ(Lyla)
2. ライラ（デモ）(Lyla demo)
3. キャン・ユー・シー・イット・ナウ?（ドキュメンタリー） Can You See It Now?(Documentary)

DVD版には、2004年に加入したザック・スターキーが登場している。

## チャート
| Chart (2005)                                  | Peak position |
| --------------------------------------------- | ------------- |
| オーストラリア (ARIA)                         | 23            |
| オーストリア (Ö3 Austria Top 40)              | 38            |
| ベルギー (Ultratip Flanders)                  | 13            |
| ベルギー (Ultratip Wallonia)                  | 10            |
| カナダ (Nielsen SoundScan)                    | 4             |
| カナダ ロック Top 30 (Radio & Records)        | 3             |
| デンマーク (Tracklisten)                      | 5             |
| ヨーロッパ (Eurochart Hot 100)                | 3             |
| フィンランド (Suomen virallinen lista)        | 3             |
| フランス (SNEP)                               | 81            |
| ドイツ (GfK Entertainment charts)             | 33            |
| ギリシャ (IFPI)                               | 9             |
| ハンガリー (Single Top 40)                    | 6             |
| アイルランド (IRMA)                           | 5             |
| イタリア (FIMI)                               | 2             |
| オランダ (Dutch Top 40 Tipparade)             | 3             |
| オランダ (Single Top 100)                     | 52            |
| ノルウェー (VG-lista)                         | 10            |
| スコットランド (Official Charts Company)      | 1             |
| スペイン (PROMUSICAE)                         | 3             |
| スウェーデン (Sverigetopplistan)              | 18            |
| スイス (Schweizer Hitparade)                  | 26            |
| UK シングルス (OCC)                           | 1             |
| US Bubbling Under Hot 100 Singles (Billboard) | 8             |
| US Alternative Airplay (Billboard)            | 19            |
| US Digital Songs (Billboard)                  | 74            |

| チャート (2005年) | 順位 |
| ----------------- | ---- |
| イタリア (FIMI)   | 36   |
| イギリス (OCC)    | 31   |